# Mediterráneo (departamento)

Departamentos del sur del Primer Imperio Francés en 1811

El departamento del Mediterráneo (en francés, département de Méditerranée; en italiano, dipartimento del Mediterráneo) es un antiguo departamento francés, creado el 24 de mayo de 1808 (tras la anexión del reino de Etruria al Primer Imperio Francés). En 1810 contaba con una superficie de 4910 km² y una población de 318725 habitantes.
Este departamento estaba formado por los siguientes distritos (arrondissements) y cantones:
- Livorno (sede de la prefecura), cantones: Fauglia, Lari, Livorno (4 cantones), San Miniato, Peccioli, Pontedera y Rosignano.
- Isla de Elba, cantones: Portoferraio y Porto Longone.
- Pisa, cantones: San Giuliano Terme, Barga, Bientina, Borgo Buggiano, Cascina, Castel Franco di Sotto, Cerreto, Fucecchio, Montecarlo, Montecatini, Pescia, Santa Pietra, Pisa (3 cantones), Seravezza y Vicopisano.
- Volterra, cantones: Campiglia, Castelfiorentino, San Gimignano, Guardistallo, Montajone, Palaia, Pomarance y Volterra.

La isla de Elba le fue anexionada en 1811, conformando el distrito de Portoferraio.
La zona continental se reintegró en el Ducado de Toscana en 1814, aunque Napoleón se convirtió en emperador de la isla de Elba durante algunos meses tal como reflejaba el tratado de Fontainebleau.